# Маунт Капјутар (национални парк)
Маунт Капјутар је национални парк у Новом Јужном Велсу. Од Сиднеја је удаљен 411 km, северно. Парк се простире на 368 km². Основан је 1. октобра 1967.